# Pseudogomphus
Pseudogomphus is een geslacht van schimmels behorend tot de familie Gomphaceae. Het geslacht bevat maar een soort, namelijk Pseudogomphus fragilissimus.